# 士林街

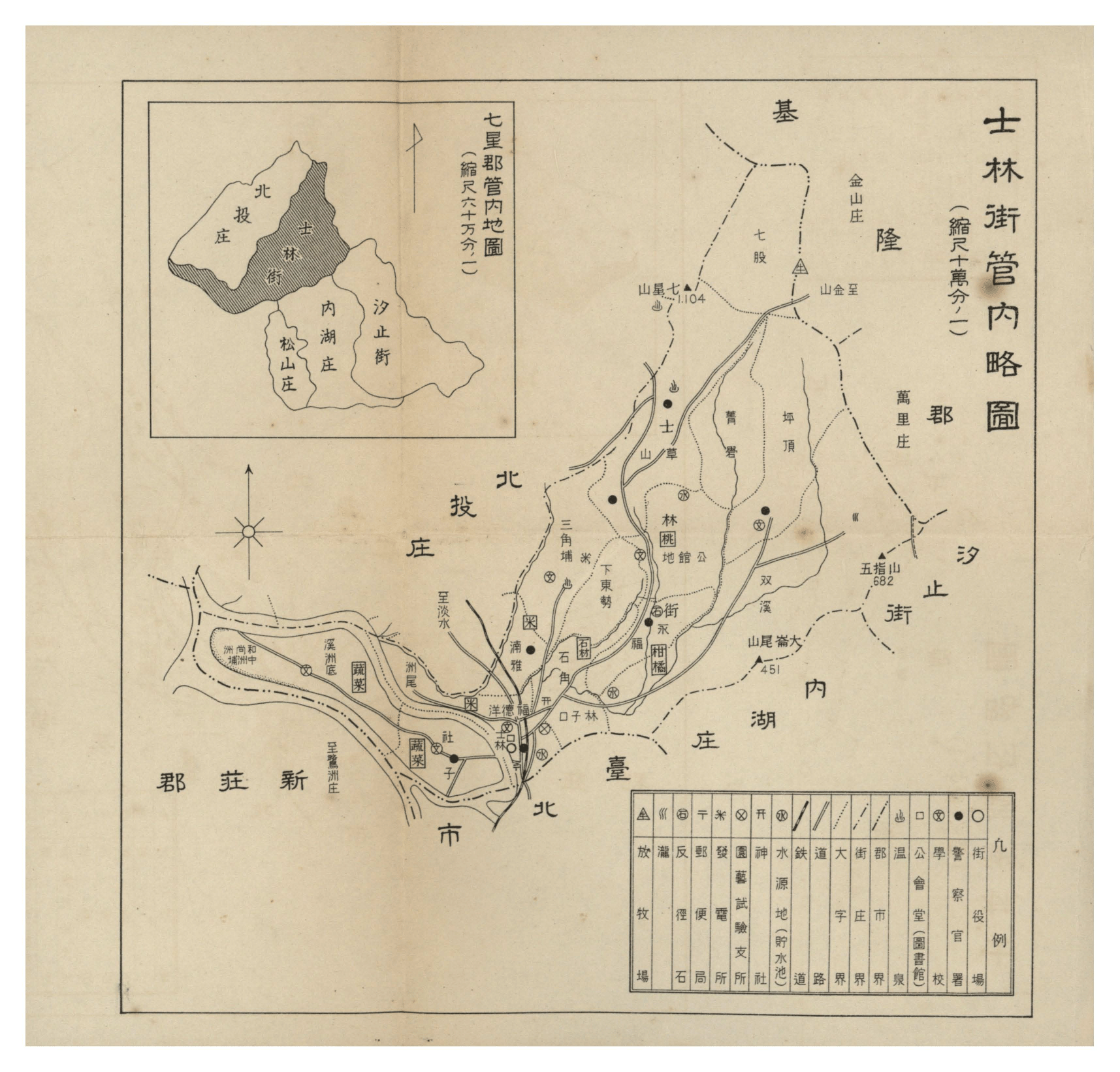
士林街管内略図（1936年）

士林街（しりんがい）は、日本統治時代の台湾に存在した街。台北州七星郡に属した。街域は、現在の台北市士林区の全域と北投区の洲美地区を合わせた範囲に相当する。1920年（大正9年）の行政区画再編に伴って士林庄として設置され、1933年（昭和8年）に街制を施行した。

## 歴史

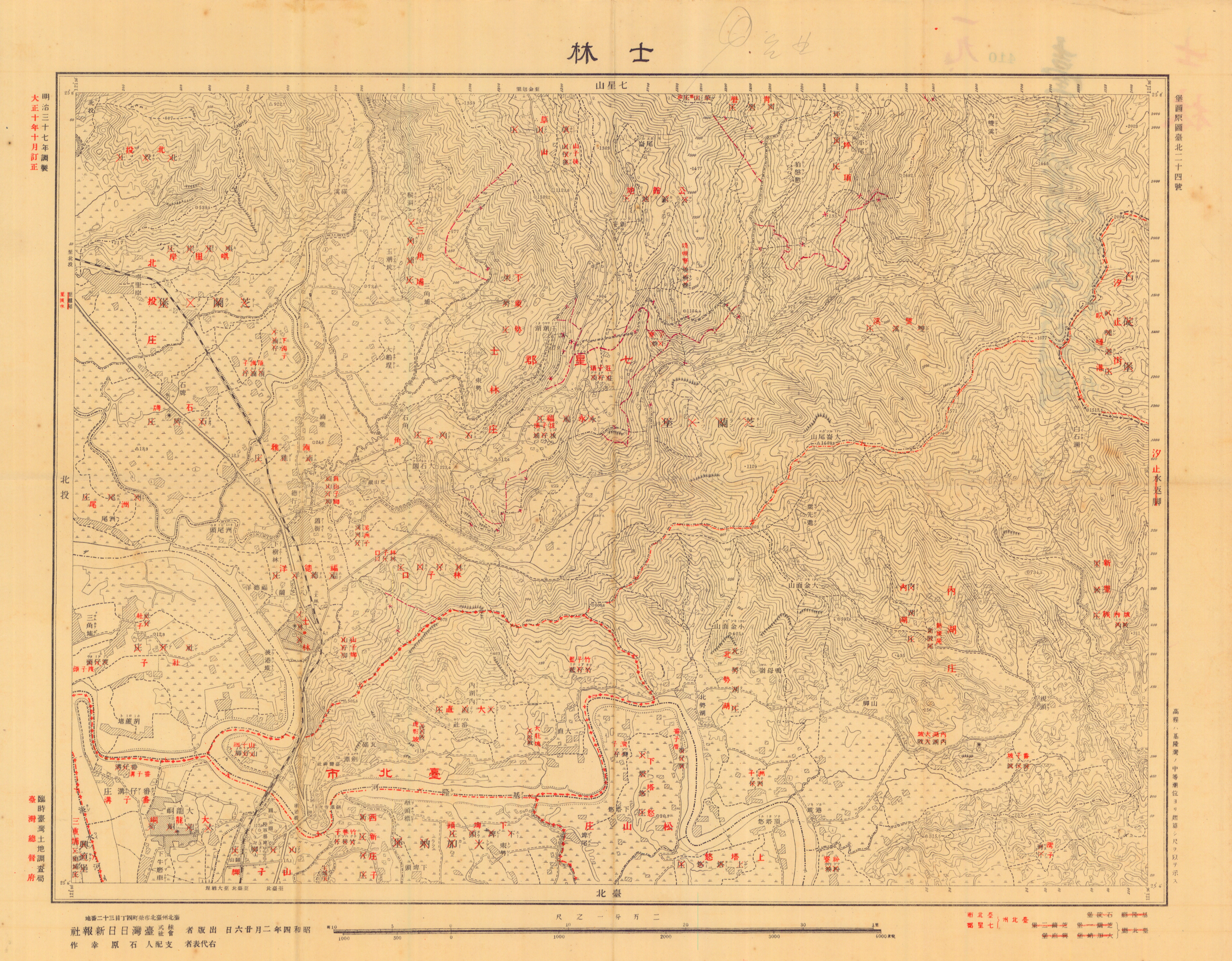
台湾堡図「士林」（1904年調製、1921年訂正）

- 1920年（大正9年）10月1日 - 旧台北庁時代の士林支庁士林区（大直庄（中国語版）を除く）・社仔区・和尚洲区中洲埔庄（中国語版）の区域をもって士林庄が発足[1]。庄域に18の大字（士林（中国語版）・林子口（中国語版）・福徳洋（中国語版）・石角（中国語版）・湳雅（中国語版）・洲尾（中国語版）・三角埔（中国語版）・下東勢（中国語版）・公館地（中国語版）・永福（中国語版）・双渓（中国語版）・坪頂（中国語版）・菁礐（中国語版）・草山（中国語版）・七股（中国語版）・社子（中国語版）・渓流底（中国語版）・和尚洲中洲埔）が設置される[2]。
- 1930年（昭和5年）2月1日 - 抗日ゲリラに殺害された「六氏先生」を祀る芝山巌祠が創建される[3]。
- 1933年（昭和8年） - 街制を施行して士林街となる。
- 1937年（昭和12年）12月27日 - 大屯山の一帯が大屯国立公園に指定される。
- 1939年（昭和14年）3月 - 基隆河を渡って士林と社子を結ぶ士林吊橋が開通。
- 1945年（昭和20年）10月25日 - 中華民国国民政府による台湾接収に伴い、台湾総督府が廃止される。士林街は台湾省台北県七星区管轄下の士林鎮となる。

## 歴代首長
| 代       | 氏名     | 写真     | 在任期間            |
| 士林庄長 | 士林庄長 | 士林庄長 | 士林庄長            |
| -------- | -------- | -------- | ------------------- |
| 1        | 何慶熙   |          | 1920年12月 - 1923年 |
| 2        | 呉文明   |          | 1923年 - 1927年     |
| 3        | 潘光楷   |          | 1927年 - 1933年     |
| 士林街長 |          |          |                     |
| 1        | 潘光楷   |          | 1933年 - 1937年     |
| 2        | 山下義清 |          | 1937年 - 1938年     |
| 3        | 三浦菊平 |          | 1938年 - 1940年     |
| 4        | 小林章   |          | 1940年 - 1945年     |

## 施設

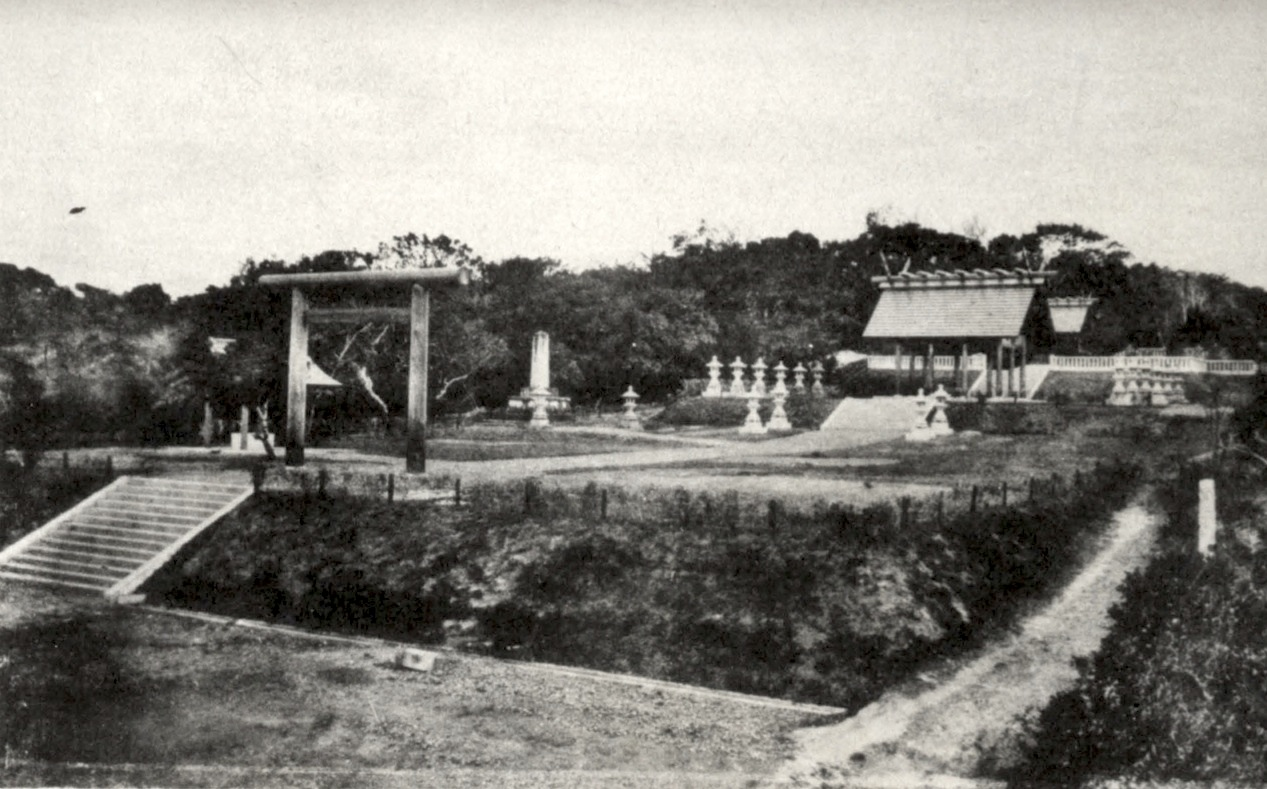
芝山巌祠

- 士林街役場（現：士林公民会館）
- 七星郡警察課士林分室
- 士林郵便局（現：士林郵局）
- 士林公会堂
- 士林食料品小売市場
- 士林家畜市場
- 士林街図書館
- 台湾総督府農事業試験所（中国語版）士林園芸試験支所（現：士林官邸（中国語版））
- 台北第三青年特別錬成所
- 芝山巖祠
- 円山水神社

### 教育

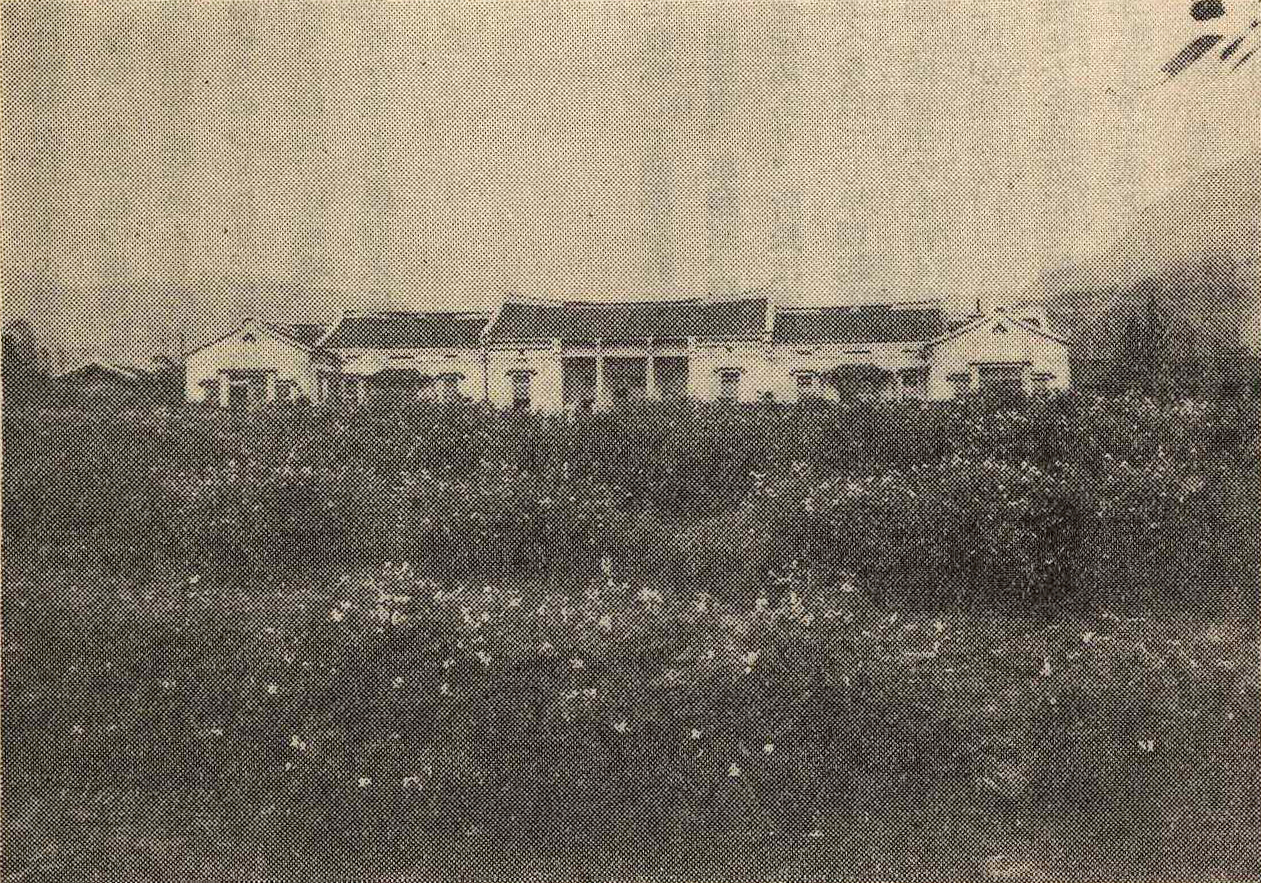
台北州立農業伝習所

#### 中等教育
- 私立台北中学校（現：私立泰北中学）

#### 初等教育
- 士林公学校→士林国民学校（現：士林国民小学（中国語版））
- 士林公学校三角埔分教場→士林東公学校→士林東国民学校（現：士東国民小学（中国語版））
- 社子公学校→社子国民学校（現：社子国民小学（中国語版））
  - 溪洲底分教場（現：富安国民小学）
- 草山公学校→草山国民学校（現：陽明山国民小学）
  - 坪頂分教場（現：平等国民小学）

#### その他
- 台北帝国大学熱帯医学研究所（中国語版）
- 台北州立農業伝習所（中国語版）

### 観光・娯楽
- 草山温泉
- 天母温泉
- 芝山巌（中国語版）
- 聖人滝（中国語版）
- 士林街運動場
- 士林街水浴場

## 交通

### 鉄道

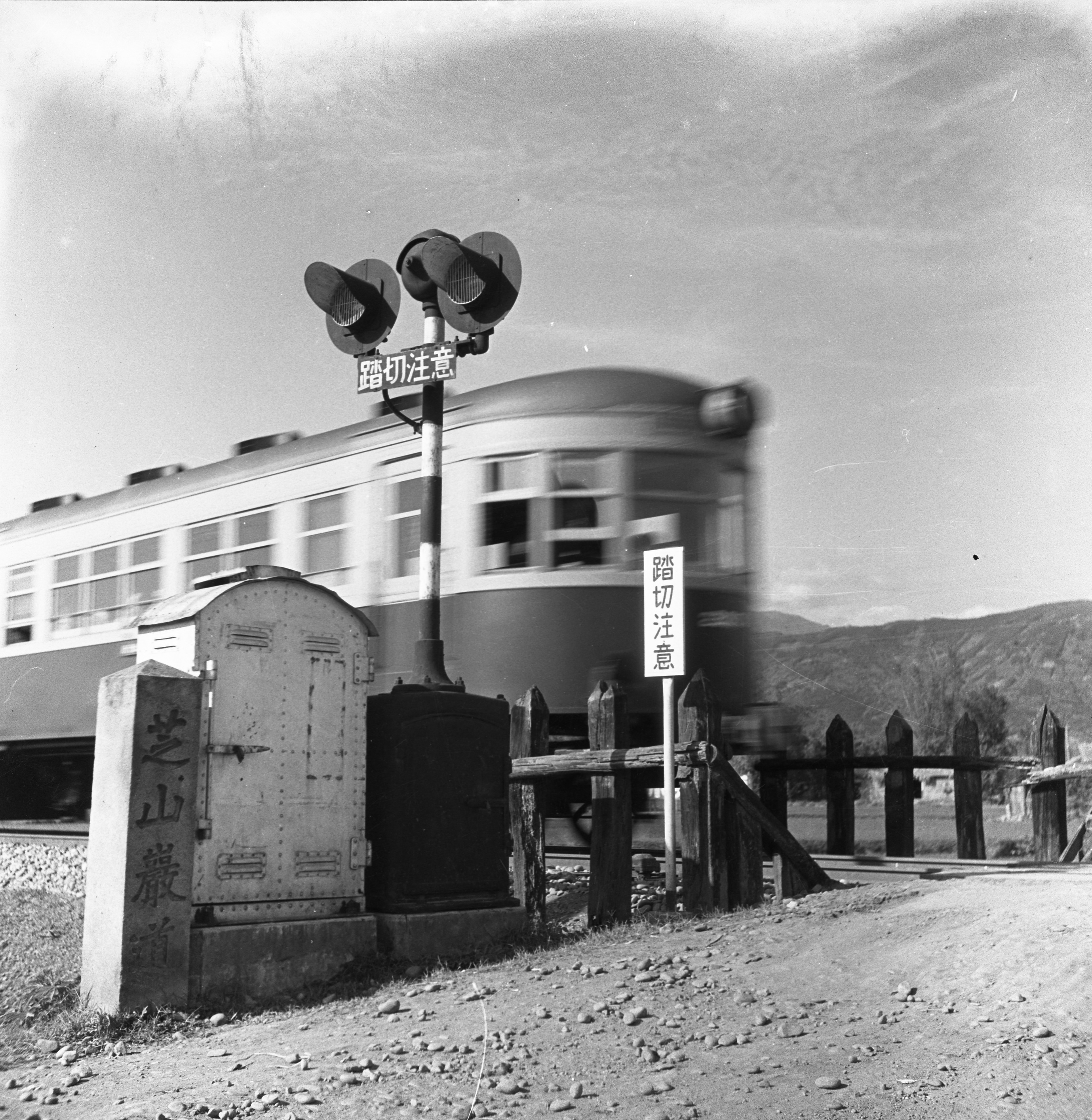
芝山岩道踏切を通過する淡水線の列車（1935年）

台湾総督府鉄道
- 淡水線
  - - 宮ノ下 - 士林 -